# Bitva u Fontenoy-en-Puisaye
Bitva u Fontenoy-en-Puisaye bylo ozbrojené střetnutí, které se událo dne 25. června roku 841.

## Historické souvislosti
Po smrti franského císaře Ludvíka Pobožného roku 840 se o vládu začali svářit jeho tři synové: Lothar I. Franský, Ludvík II. Němec a Karel II. Holý. Ještě za života starého císaře byl nejstarší syn Lothar jeho spoluvládcem, po císařově smrti však se jeho mladší synové, Ludvík Němec a Karel Holý Lotharově nadvládě vzepřeli. Přispěly k tomu i nerozhodnost a malověrnost až slabost Lotharova, na jehož straně stála katolická církev a Austrasijci a Akvitánci. Lothar tak měl nejsilnější pozici, podporoval jej jeho synovec Pipin II. Akvitánský, syn Lotharova mladšího, již zemřelého bratra Pipina I. Akvitánského, který již delší dobu bojoval s Karlem Holým, zatímco v té době byl Ludvík Němec značně vyčerpán válkou se vzbouřenými Sasy. Bratři několikrát nabízeli Lotharovi mír, on však protahoval jednání a nakonec povýšeně oznámil, že všechny kompromisy odmítá. Nerozhodl se však napadnout samostatně Ludvíka ve Frankfurtu a Karla v Orléansu, po řadě diplomatických jednání se Karel s Ludvíkem dohodli na společném postupu a na jaře roku 841 se vojska obou mladších bratří spojila u Châlons-sur-Marne.

## Střet
Nato došlo 25. června k rozhodující bitvě, jež se odehrála u nynější obce Fontenoy-en-Puisaye poblíž Auxerre v Burgundsku. Střet vojsk Lothara a Pipina II. na jedné a Ludvíka a Karla na druhé straně byl jednou z největších bitev karolinského období a přinesl mnoho tisíc obětí. Letopisec Rudolf Fuldský, jeden z autorů Fuldských análů, píše, že to byla tak velká bitva, o jaké současníci ještě neslyšeli. Síly byly vyrovnané – na obou stranách stálo na 150 000 mužů. V boji se střetla především jízda s obrněnými rytíři. Lotharova armáda sestávala z Austrasijců, Frísů, Sasů, Italů a Akvitánců. Ludvíkovo vojsko tvořili Bavoři a Alamani, Karlovy síly pocházely z Neustrie a Provence. Pipin porazil vojsko Karla Holého, Lothar, v jehož vojsku mělo být mnoho zrádců, však utrpěl drtivou porážku ve střetnutí se silami Ludvíka Němce a celá bitva tak byla pro něj ztracena. Ztráty na Lotarově straně byly 20–30 000 mužů, na straně vítězných bratří 10 až 20 000 mužů, jiné odhady hovoří o 80 000 padlých. Vítězové únavou nemohli pronásledovat poražené, ovládli však jejich tábory. Jiný letopisec, Engilbert, píše o bitvě: «Tento den, pro nějž se prolévá tolik slz, neměl vůbec nastat, měl být vymazán z paměti, neměly pro něj zářit sluneční paprsky a svítat jitřní záře». Od krve «potok i bláto zrudly a pole kolem zbělely oděvem padlých».

## Důsledky bitvy
Po ztracené bitvě Lothar prchl do Cách; následovaly tzv. Štrasburské přísahy, právní dokument, který podepsali 14. února roku 842 Ludvík Němec a Karel Holý za účelem vytvoření aliance proti Lotharovi. Až následujícího roku 843 se všichni tři bratři dohodli a Verdunskou smlouvou formálně rozdělili království na tři části:
- Ludvík II. Němec (usadil se v Bavorsku): Východofranská říše – vše na východ od Rýna a na severovýchod od Itálie), hodně z jeho území se stalo dnešním Německem
- Karel II. Holý (usadil se v západní Francii): Západofranská říše – západní část říše, z jeho království vznikla nynější Francie
- Lothar I. (usadil se v Itálii): Středofranská říše – oblast mezi řekami Rýnem a Rhônou a Itálie

## Význam pro budoucnost
Bitvou u Fontenoy a o dva roky později uzavřenou Verdunskou smlouvou se rozpadla Franské říše, jež dosud byla jednotným mnohodárodním státem, v řadu mocenských útvarů. Ty se staly základem řady významných evropských národů. Mnozí historikové tak v této bitvě vidí bod, z něhož se odvíjí počátek německého národa ve Východofranské říši (pozdější Svatá říše římská) a počátek francouzského národa v Západofranské říši (pozdější Francouzské království). Ve Francii se tento střet nazývá první evropskou bitvou.
Prvním, kdo vyslovil názor o tom, že známá bitva se odehrála právě u Fontenay-en-Puisaye, byl opat Edmond Le Bœuf roku 1737 na základě popisu bitvy z pera Nitharda, franského dějepravce 9. století. Roku 1862 zde byl na památku bitvy postaven obelisk.